# Ґерета Олег Петрович
Олег Петрович Ґерета (3 червня 1940, с. Скоморохи Тернопільської області — 28 вересня 2014, Івано-Франківськ) — український музикант, громадський діяч. Заслужений артист України. Син Петра Ґерети, брат Ігоря Ґерети, племінник Володимира Ґерети.

## Життєпис
Від 1943 року проживав у с. Велика Березовиця (нині смт) Тернопільського району. Закінчив Тернопільську СШ № 8 (1957) і музичне училище імені С. Крушельницької (1963); Львівську консерваторію (1968, нині музична академія).
Учасник правозахисного руху 1960-х років, за що зазнав переслідувань. Від 1968 року — на викладацькій роботі в Івано-Франківському музичному училищі, від 1977 — завідувач відділу струнних інструментів. Концертує в інструментальних ансамблях, соліст.
Від 1995 року — художній керівник Івано-Франківського камерного оркестру «Harmonia Nobile». Організував гастролі колективу у країни Європи, започаткував творчі зв'язки з діаспорою Угорщини та Польщі.
Один із фундаторів Товариства української мови (нині товариство «Просвіта» імені Т. Шевченка) та НРУ на Івано-Франківщині. Не раз виступав із концертами на Тернопільщині (1997, 2003).

## Доробок
Музичний редактор книг Миколи Литвина «Пісні волі» (1995), Петра Ґерети «Не плач, Україно» (1996) та інших.
Автор музикознавчих та інших публікацій у пресі.

## Відзнаки
- Почесний знак «За відмінну працю» Міністерства культури України (1990)
- Медаль «За подвижництво в культурі Прикарпаття» (2005)
- Відзнака «Міць і гордість міста» (2005)